# Insulele Britanice

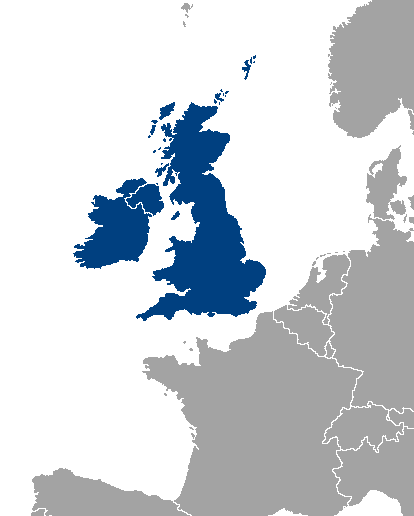
Insulele Britanice pe harta Europei

Insulele Britanice

Insulele Britanice sunt un arhipelag de insule din Europa de Vest ce cuprind insulele Marea Britanie (pe care se află Anglia, Scoția și Țara Galilor), Irlanda (pe care se află Republica Irlanda și Irlanda de Nord), Insula Wight, Insula Man, Insulele Scilly și arhipelagurile Shetland și Orkney. Tradițional sunt incluse și Insulele Canalului (care cuprind Jersey, Guernsey și alte insule mai mici) care sunt dependențe ale coroanei britanice, dar din punct de vedere fizic acestea nu aparțin arhipelagului.
Aflate în largul coastei nordice a continentului european, Insulele Britanice reprezintă un grup de două insule mari și mai multe mici. Cea mai mare dintre insule, Marea Britanie, are în compunere trei părți: Anglia, Scoția și Țara Galilor, care împreună cu Irlanda de Nord, formează Regatul Unit al Marii Britanii și Irlandei de Nord. Republica Irlanda ocupă restul insulei care este a doua ca mărime din acest grup, fiind separată de Marea Britanie de Marea Irlandei. Pentru o masă de uscat relativ mică, Insulele Britanice au un relief variat, de la zonele mlăștinoase din estul Angliei și turbăriile și mlaștinile din Irlanda, până la colinele vălurate din Anglia și Țara Galilor și lanțurile muntoase colțuroase din Scoția.

## Climă
Clima arhipeleagului este temperat oceanică, cu veri ploioase și ierni reci.

## Politică
Irlanda a făcut parte din Regatul Unit al Marii Britanii și Irlandei din 1800 până în 1922, când a fost proclamat Statul liber Irlandez ca membru independent al Commonwealth-ului britanic. Irlanda a devenit republică în 1937 și, în 1949, a părăsit Commonwealth-ul.   